# 塗時相
塗時相（1549年—？），字明輔，號揆宇，雲南臨安衛軍籍，湖廣辰州沅州人，明朝政治人物。

## 生平
萬曆元年（1573年）癸酉科雲南鄉試第四十一名，萬曆八年（1580年）庚辰科會試第一百三十七名，登三甲第七名進士。通政司觀政，本年授行人司行人，升南京户部主事，差凤阳管仓，十六年升南京刑部郎中，十八年升大名知府，二十三年二月升光禄寺少卿，二十六年七月升南京太仆寺少卿，二十九年养病。所著有《仕学肤言》、《养蒙图记》。

## 家族
曾祖塗全；祖父塗永通；父塗寧。母李氏；前母萬氏。